# Липовка (Энгельсский район)
Липовка — село в Красноярском муниципальном образовании Энгельсского муниципального района Саратовской области, бывшая поволжско-немецкая колония Шефер (нем. Schäfer).

## География
Липовка располагается на левом берегу Волги в 35 километрах от Энгельса и 45 километрах от Саратова. Через Липовку протекает речка Грязнуха — левый приток Большого Карамана. Из районного центра в Липовку ходит рейсовый автобус. Федеральная трасса Р226 проходит в 15 километрах к северо-западу.

## История
Поселение Шефер было основано 1 августа 1766 года выходцами из Саксонии и Пфальца. 
26 февраля 1768 года колония получила своё современное название — Липовка. В первые 50 лет село развивалось медленными темпами из-за тяжёлых условий для сельского хозяйства и разбойнических набегов киргиз-кайсаков, (в 1774 г. колония была разграблена киргиз-кайсаками).
По сведениям Центрального статистического комитета за 1859 г. немецкая колония Липовка (Шефер) показана в 1-м стане Новоузенского уезда Самарской губернии при речке Большом Карамане, в 172 верстах от уездного города. В колонии считалось 110 дворов с числом жителей 1234 душ обоего пола, в том числе 638 душ мужского пола, 596 — женского; здесь имелась лютеранская церковь, училище, базары.
По данным первой всеобщей переписи населения Российской Империи 1897 г. число жителей здесь составляло 1785 душ обоего пола, в том числе 1771 — немцев.
По сведениям Самарского Губернского Статистического Комитета за 1910 год колония Липовка показана в Тонкошуровской волости Новоузенского уезда при р. Большой Караман. 
 В 1910 году здесь считалось 220 дворов с числом жителей 1491 мужского пола, 1502 — женского, всего 2993 душ обоего пола поселян-собственников, немцев лютеран. Количество надельной земли удобной показано 4402 десятины, неудобной — 2069 десятин. Село имело лютеранскую церковь, земскую и церковно-приходскую школы, ветряные мельницы. По общеполицейскому управлению село состояло в 1-м стане. Население Липовки к началу Первой мировой войны составляло около 3000человек. 

По данным Всероссийской переписи населения 1920 г. в селе проживало 2320 чел.; здесь насчитывалось 315 хозяйств, в том числе немецких — 314. В связи с голодом, прокатившемся по Поволжью в 1921-22 гг., произошло резкое сокращение численности населения в крае. По данным Облстатуправления АО НП на 1 января 1922 г. в Липовке проживало 1787 чел. По переписи населения 1926 г. село насчитывало 332 домохозяйств с населением — 1887 чел. (897 муж. п., 990 жен. п.), в том числе немецкое население — 1883 чел. (893 муж. п., 990 жен. п.), домохозяйств — 331. В 1926 г. в Шеферский сельсовет входили: с. Шефер, выс. Мечетка. Здесь имелась кооперативная лавка, сельскохозяйственное кредитное товарищество, машинное товарищество, начальная школа, передвижная библиотека.
В 1919 году после расформирования Тонкошуровской волости Новоузенского уезда Самарской губернии и образования Автономной области немцев Поволжья село стало административным центром Шеферского сельского Совета Тонкошуровского кантона. С 1922 года и до ликвидации АССР немцев Поволжья в 1941 году, село относилось к Красноярскому кантону.
Эмиграция из села немецкого населения происходила в разные периоды. Первые колонисты покинули Липовку уже через 15 лет после её основания в направлении Кавказа. 
 В 1859 году рядом жителей Липовки было основано другое поселение — Ной-Урбах. В конце XIX — начале XX века многие семьи эмигрировали в США.
28 августа 1941 года был издан Указ Президиума ВС СССР о переселении немцев, проживающих в районах Поволжья. Немецкое население депортировано, село, как и другие населённые пункты Красноярского кантона было включено в состав Саратовской области.

## Население
Динамика численности населения
| 1767 | 1773 | 1788 | 1798 | 1816 | 1834 | 1850 | 1859 | 1889 | 1897 | 1905 | 1910 | 1920 | 1922 | 1923 | 1926 | 1931 |
| ---- | ---- | ---- | ---- | ---- | ---- | ---- | ---- | ---- | ---- | ---- | ---- | ---- | ---- | ---- | ---- | ---- |
| 184  | 207  | 174  | 216  | 343  | 651  | 943  | 1234 | 1719 | 1785 | 2662 | 2993 | 2320 | 1787 | 1704 | 1887 | 2162 |

В 1931 году немцы составляли 100 % населения села
| 2002 | 2010 | 2015  |
| ---- | ---- | ----- |
| 990  | ↘969 | ↗1039 |

## Достопримечательности

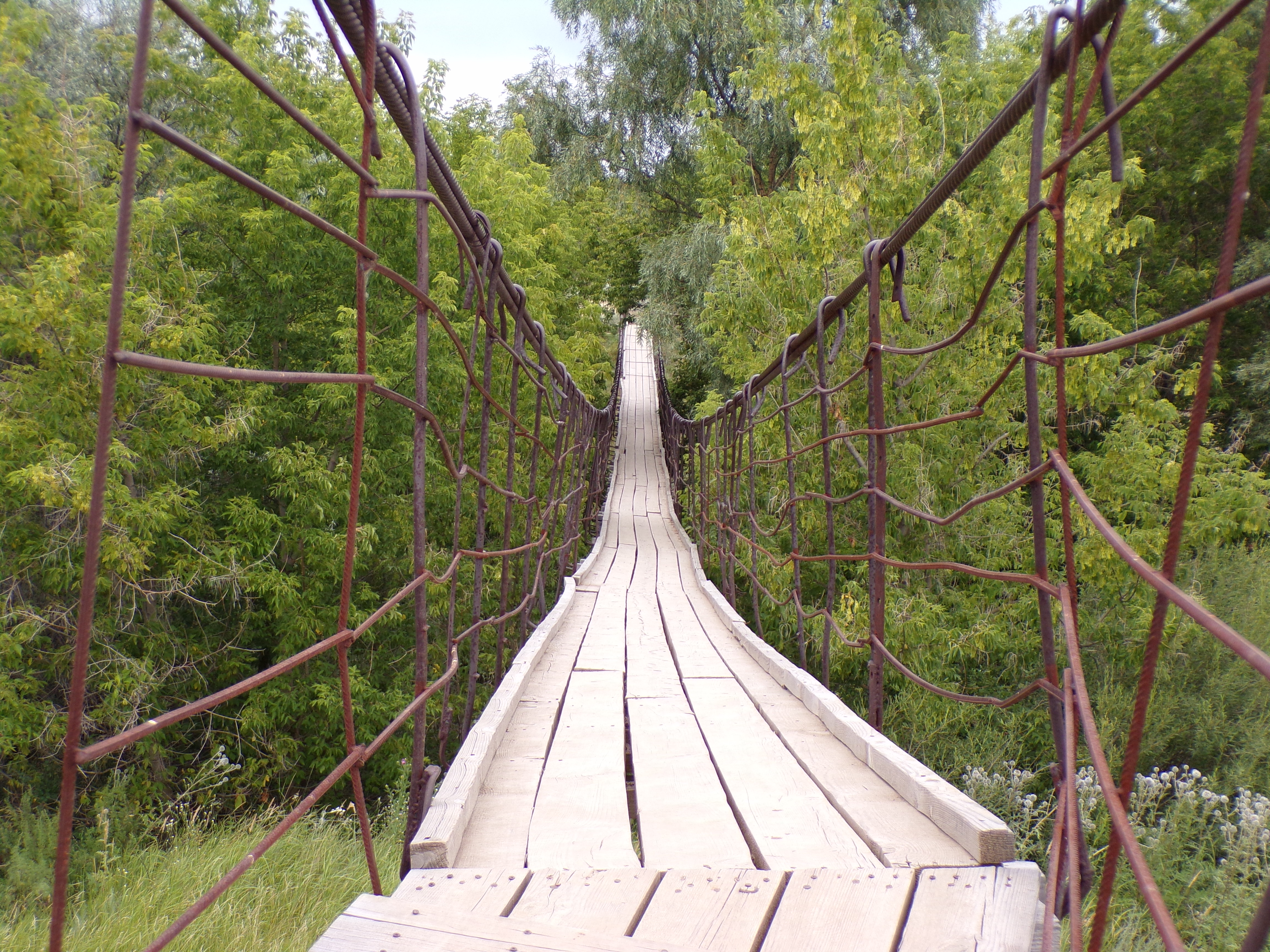
Висячий мост через реку Большой Караман

До появления собственной церкви колония Шефер относилась к лютеранским приходам Розенгейм (с 1942 — Подстепное) и Рейнгардт (с 1942 — Осиновка). Лютеранская кирха в селе была построена в 1906 году. До наших дней она дошла в сильно повреждённом виде с полностью разрушенным интерьером, однако само здание избежало сноса, а на колокольне даже чудом сохранился колокол. Под кирхой был подземный ход, который проходил по селу и вёл к некоторым домам.